# Castor californicus
El castor de Kellogg (Castor californicus) es una especie extinta de roedor de la familia Castoridae. Fue un castor que vivió en el oeste de Norteamérica desde fines del Mioceno hasta principios del Pleistoceno. La especie era similar, aunque de mayor tamaño, al actual castor americano (Castor canadensis). Al igual que los demás miembros del género Castor, este roedor era semiacuático. Se han encontrado fósiles de la especie en los estados de Nebraska, California, Washington y Idaho en los Estados Unidos, y en el estado de Sonora en México.